# Oullins
Oullins era una comuna francesa que estaba situada en la Metrópoli de Lyon, de la región de Auvernia-Ródano-Alpes, que el 1 de enero de 2024 pasó a formar parte de la comuna nueva de Oullins-Pierre-Bénite como comuna delegada.

## Historia
En 1869 esta comuna segregó parte de sus terrenos para la creación de la comuna de Pierre-Bénite.

## Demografía
| Gráfica de evolución demográfica de Oullins entre 1800 y 2021 |
|                                                               |

Los datos demográficos contemplados en este gráfico de la comuna de Oullins se han cogido de 1800 a 1999 de la página francesa EHESS/Cassini, y los demás datos de la página del INSEE.